# ديزيري كولمان
ديزيري كولمان (بالإنجليزية: Desiree Coleman)‏ هي مغنية أمريكية، ولدت في 12 سبتمبر 1965 في كوينز في الولايات المتحدة.

## وصلات خارجية
- ديزيري كولمان على موقع IMDb (الإنجليزية)
- ديزيري كولمان على موقع ميوزك برينز (الإنجليزية)
- ديزيري كولمان على موقع أول ميوزيك (الإنجليزية)
- ديزيري كولمان على موقع ديسكوغز (الإنجليزية)
- ديزيري كولمان على موقع قاعدة بيانات الفيلم (الإنجليزية)